# Miltochrista crogea
Miltochrista crogea är en fjärilsart som beskrevs av Bignault 1880. Miltochrista crogea ingår i släktet Miltochrista och familjen björnspinnare. Inga underarter finns listade i Catalogue of Life.